# Megabit por segundo
Un megabit por segundo (Mb/s, Mbit/s o Mbps)
es una unidad que se usa para cuantificar un caudal de datos equivalente a 1000 kb/s.
No es apropiado referirse a esta magnitud como a una de velocidad, ya que la velocidad a la que se propagan los datos nada tiene que ver con el caudal o flujo que se transmite por un medio determinado: una señal electromagnética en un medio propaga información siempre a la velocidad de la luz en ese medio
con independencia de si transmite un flujo de 1 kb/s o de 1 Mb/s.
Por tanto, el tiempo necesario para recibir el primer bit desde que este se transmite de una sonda en Marte es una constante (varios minutos) que nada tiene que ver con el tiempo necesario para recibir un volumen determinado de datos una vez el primero ha alcanzado su destino: lo primero depende de la velocidad y lo segundo del flujo. Del mismo modo, no debe ser confundida la velocidad de un fluido (m/s) en un punto de un conducto con su caudal (m³/s).
En muchas aplicaciones de vídeo, la tasa de información se suele expresar en Mb/s (megabits por segundo):
- 32 kb/s, o bien 0,032 Mb/s (calidad videoteléfono, que es la mínima calidad necesaria).
- 2 Mb/s (calidad VHS)
- 8 Mb/s (calidad DVD).
- 55 Mb/s (calidad HDTV).

En aplicaciones de audiofrecuencia, el estándar Red book del CD-audio genera, sin compresión de datos, un flujo neto (solo muestras de la señal) de 1,41 Mb/s (aunque el flujo bruto, incluyendo redundancia para detección y corrección de errores e información auxiliar de control es de 1,94 Mb/s).

## Megabyte por segundo
Otra unidad para medir el caudal de transmisión es el megabyte por segundo (MB/s), que corresponde a un caudal 8 veces mayor que el del megabit por segundo:
1 MB/s = 8 Mb/s
Las interfaces de transmisión entre componentes de las celulares 
se suelen medir en MB/s:
- PATA: 33-133 MB/s
- SATA: 150-600 MB/s
- PCI: 133-533 MB/s

### Confusión entre megabit y megabyte
Históricamente los dispositivos de hardware como placas de red, módems, antenas, especifican sus capacidades en megabits o kilobits por segundo. Por ejemplo, una placa de red Gigabit Ethernet. No obstante algunos sistemas operativos como Microsoft Windows suelen medir transferencias de datos en megabytes por segundo (MB/s).
La unidad usual entre los usuarios de informática no es el megabit (Mb) sino el megabyte (MB), que popularmente se apocopa «mega».
Las empresas que proveen servicios de Internet, tanto en España como en América, suelen aprovechar esta confusión entre el megabit y la unidad usual (el megabyte) y ofrecen sus servicios en la unidad menos común, llamándola engañosamente «mega».
Así, si una empresa ofrece un servicio de 80 «megas» por segundo, no está ofreciendo 80 megabytes por segundo, sino 80 megabits por segundo.
80 Mb/s equivalen a solo 10 MB/s (10 «megas» por segundo):
8 Mb/s = 1 MB/s
80 Mb/s = 10 MB/s
El usuario cree que con el flujo que le ofrece la empresa (80 «megas» por segundo) podrá descargar una película de 800 «megas» en 10 segundos, pero en realidad tardará aproximadamente ocho veces más: ≈80 segundos.